# Diego de Deza
Diego de Deza y Tavera (Toro, 1443-Sevilla, 9 de junio de 1523) fue un arzobispo, fraile dominico, catedrático, filósofo y teólogo, que alcanzó los cargos de inquisidor general de la Corona de Castilla y preceptor del príncipe Juan. Fue el principal promotor en la corte de los Reyes Católicos del proyecto de Cristóbal Colón.

## Biografía

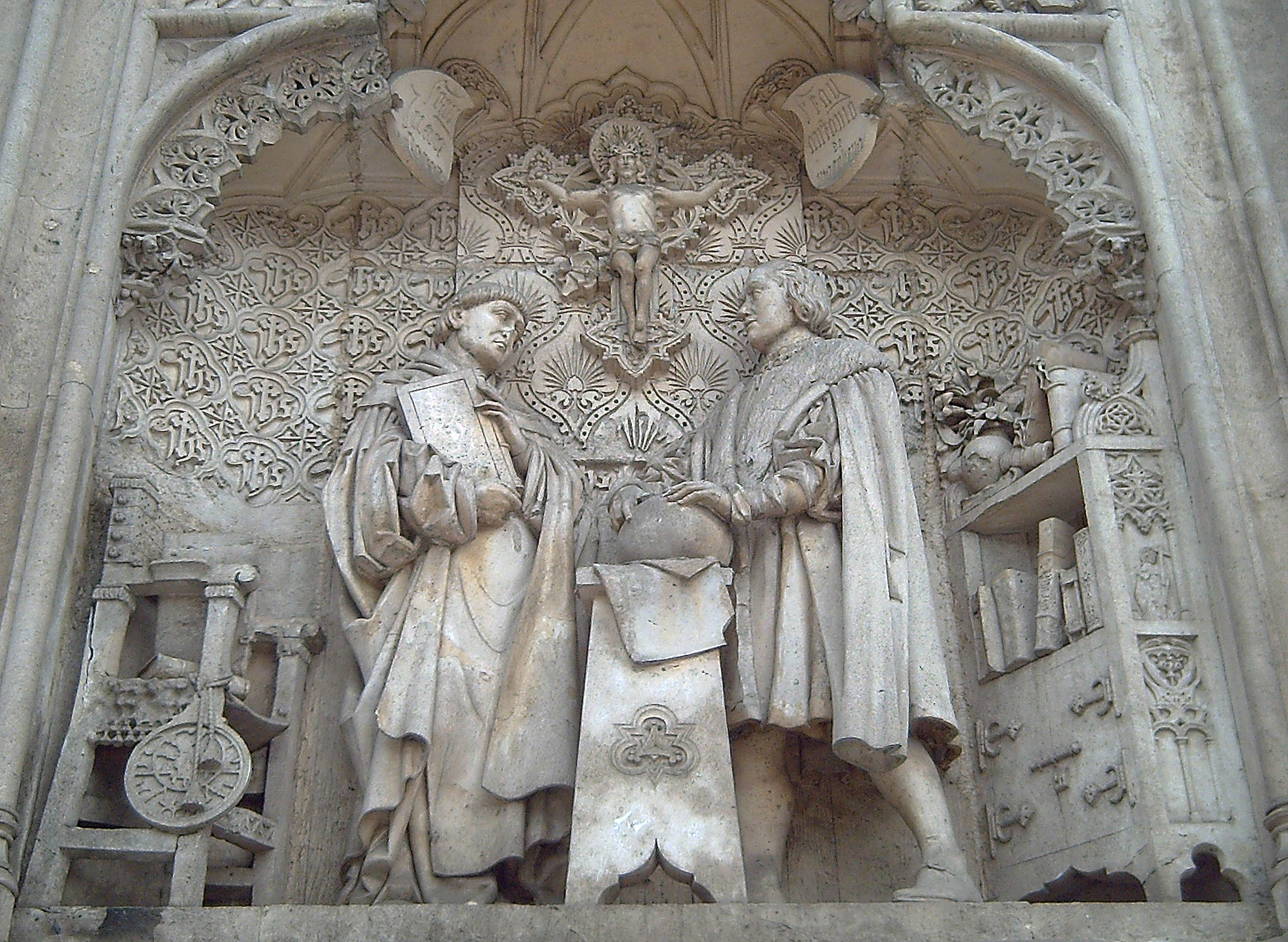
Fray Diego de Deza y Cristóbal Colón.
Monumento en Madrid (A. Mélida, 1885).

Nació en Toro en 1443 en el seno de una noble familia de ascendencia gallega. Realizó sus estudios de Letras clásicas, Humanidades, Filosofía y Teología en el Convento de San Esteban de Salamanca y en la Universidad de Salamanca. Tras su finalización, fue nombrado prior del Convento de San Esteban de Salamanca. De 1476 a 1480 fue profesor en la Universidad de Salamanca. Desde 1480 a 1486 fue catedrático en la misma universidad.

### Vida en la corte
En 1486 fue nombrado tutor del príncipe Juan, hijo y heredero de los Reyes Católicos, y se introdujo en la vida de la Corte, renunciando a su cátedra. En 1494 fue nombrado obispo de Zamora y poco después de Salamanca. El príncipe residió con él y en esta ciudad contrajo la enfermedad que le llevaría a la muerte, en octubre de 1497. Arzobispo de Toledo.

### Vida episcopal
En 1494 fue nombrado obispo de Zamora y poco después de Salamanca. En 1498 fue nombrado obispo de Jaén, y entre 1500 y 1504 ocupó el obispado de Palencia, siendo nombrado posteriormente arzobispo de Sevilla, cargo que ocupó desde 1504 hasta 1523, cuando falleció durante el viaje de ida a su toma de posesión como Arzobispo de Toledo.
Como prelado, destacó por el interés en elevar el nivel cultural del estamento eclesiástico y en fortalecer su disciplina, así como por su actividad sinodal: convocó el Concilio de Salamanca de 1497 y el de Palencia de 1500, cuyos capítulos reflejan sus preocupaciones reformistas. Sin embargo, los cargos que poseía en la Corte, a los que en 1500 se añadieron los de capellán mayor, confesor real y Gran Canciller de Castilla, le impidieron residir en las sucesivas diócesis que regentó. En 1497, tras la publicación de la bula Quanta in Dei Ecclesia y mediante la concesión del breve Alias ex certis, el Papa le encomendó la reforma de la Orden de Predicadores; mediante el breve Alias ex vobis (14 de noviembre de 1499), fue encargado junto con Cisneros, O.F.M., y Francisco Desprats de la reforma de las órdenes mendicantes.

### Cristóbal Colón

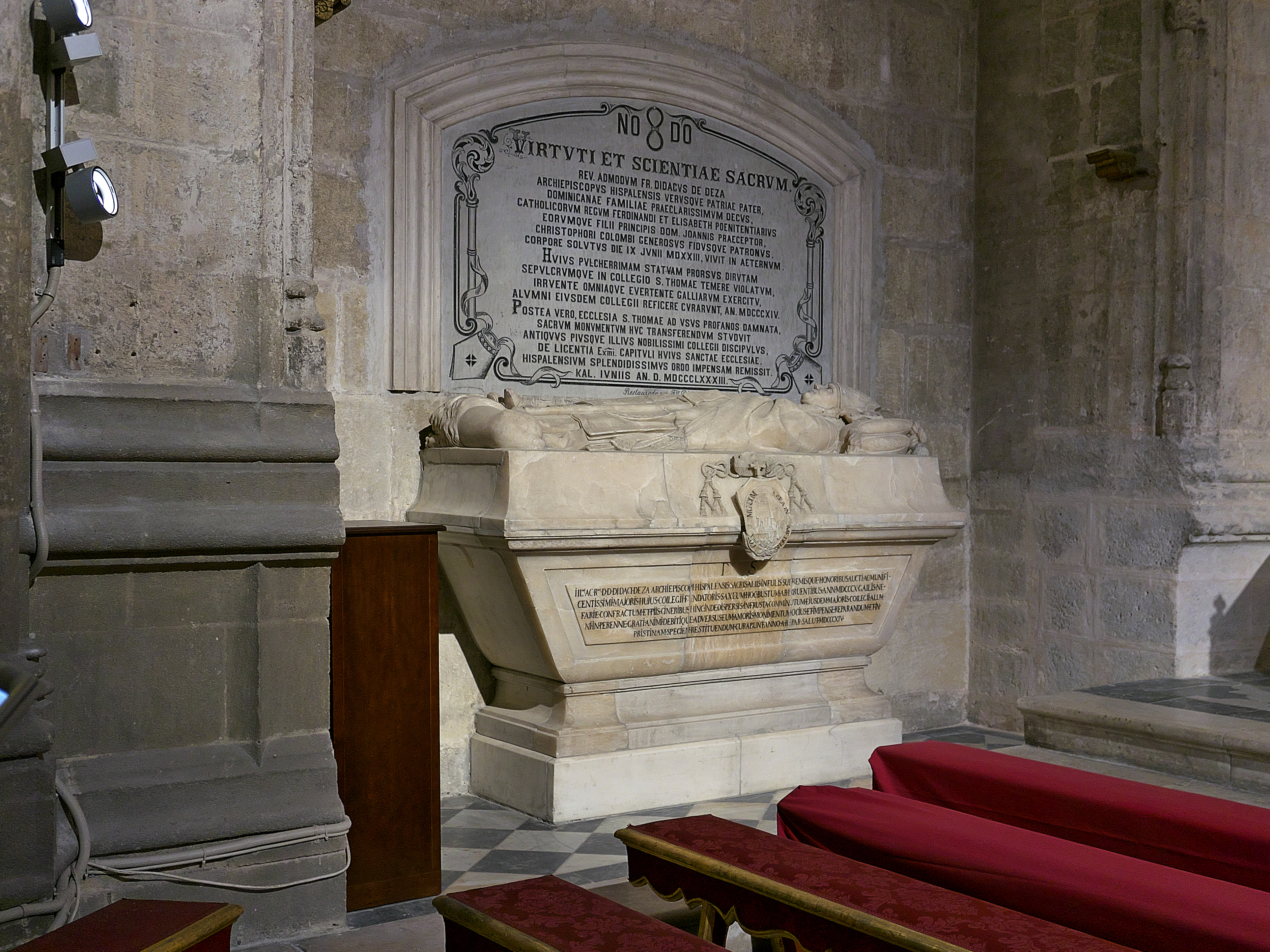
Sepulcro en la catedral de Sevilla

Algunos historiadores le atribuyen un papel decisivo como mediador de Cristóbal Colón ante los Reyes Católicos. Defendió ante los Reyes las ideas de Colón, de quien fue amigo, y lo acompañó a Salamanca para enfrentarse al claustro de la Universidad. Probablemente, a través de Deza se produjo el contacto de Colón con el cardenal Pedro González de Mendoza. Como también en 1512 para que el inquisidor Alonso Manso, primero consagrado en América y Puerto Rico, fuera con su familia a esa isla.
En una carta enviada a los reyes, Cristóbal Colón decía:

Al obispo de Palencia (Diego de Deza) deben sus altezas, después de Dios, el descubrimiento del Nuevo Mundo.

## Inquisidor general
En 1498 recibió la bula de Alejandro VI que lo confirmaba como inquisidor general de Castilla y León y en 1499 la que hacía extensiva su jurisdicción a los territorios de la Corona de Aragón. Pero compartió la dignidad de inquisidor mayor con otros obispos nombrados en época de Tomás de Torquemada hasta 1504, en que asumió la presidencia única del Santo Oficio. En 1500 y 1504 amplió las disposiciones de 1484 que regulaban el funcionamiento de los tribunales, contemplando nuevos casos que carecían de reglamentación y ordenó a todos los oficiales de la Inquisición que hiciesen uso de la obra Directorium Inquisitorum, de Nicolás Eimeric, editada en 1503. En 1504 ordenó confiscar los escritos de Antonio de Nebrija por las declaraciones de este en favor de la intervención de los filólogos en la revisión de los textos de las Sagradas Escrituras.
Como consecuencia de su interés por ampliar la jurisdicción y poderes del Santo Oficio en todos los territorios dependientes de la monarquía española, dispuso la instauración de la Inquisición en Sicilia en 1500 e intentó sin éxito establecer un tribunal en Nápoles en 1504. Se enfrentó con fray Hernando de Talavera, quien se opuso a la introducción de los inquisidores en el obispado de Ávila y posteriormente a la creación de un nuevo distrito del tribunal en Granada, de cuya diócesis era regente. La actitud de Talavera motivó el proceso que inició en su contra Diego Rodríguez de Lucero, inquisidor de Córdoba, y las consiguientes protestas que contra este último elevaron a Deza el marqués de Priego y el conde de Cabra. Deza, quien desde 1504 ocupaba la mitra de Sevilla, defendió la actuación de Lucero y le mantuvo en su cargo, a la par que renunciaba a hacerse cargo del proceso de Talavera. Su actitud ante el caso, que provocó desórdenes y revueltas en Córdoba, unida al rigor que demostró en la persecución de los conversos, motivó la orden, en 1506, de Felipe el Hermoso de que se suspendiesen todos los procesos del Santo Oficio que se hallasen en curso y subdelegase su cargo en el obispo de Catania, Diego Ramírez de Guzmán. Tras la muerte del monarca ese mismo año, Deza intentó infructuosamente recuperar la dignidad de inquisidor general, ya que en 1507 Fernando el Católico nombró para el cargo al cardenal Cisneros.

## Vida episcopal en Sevilla

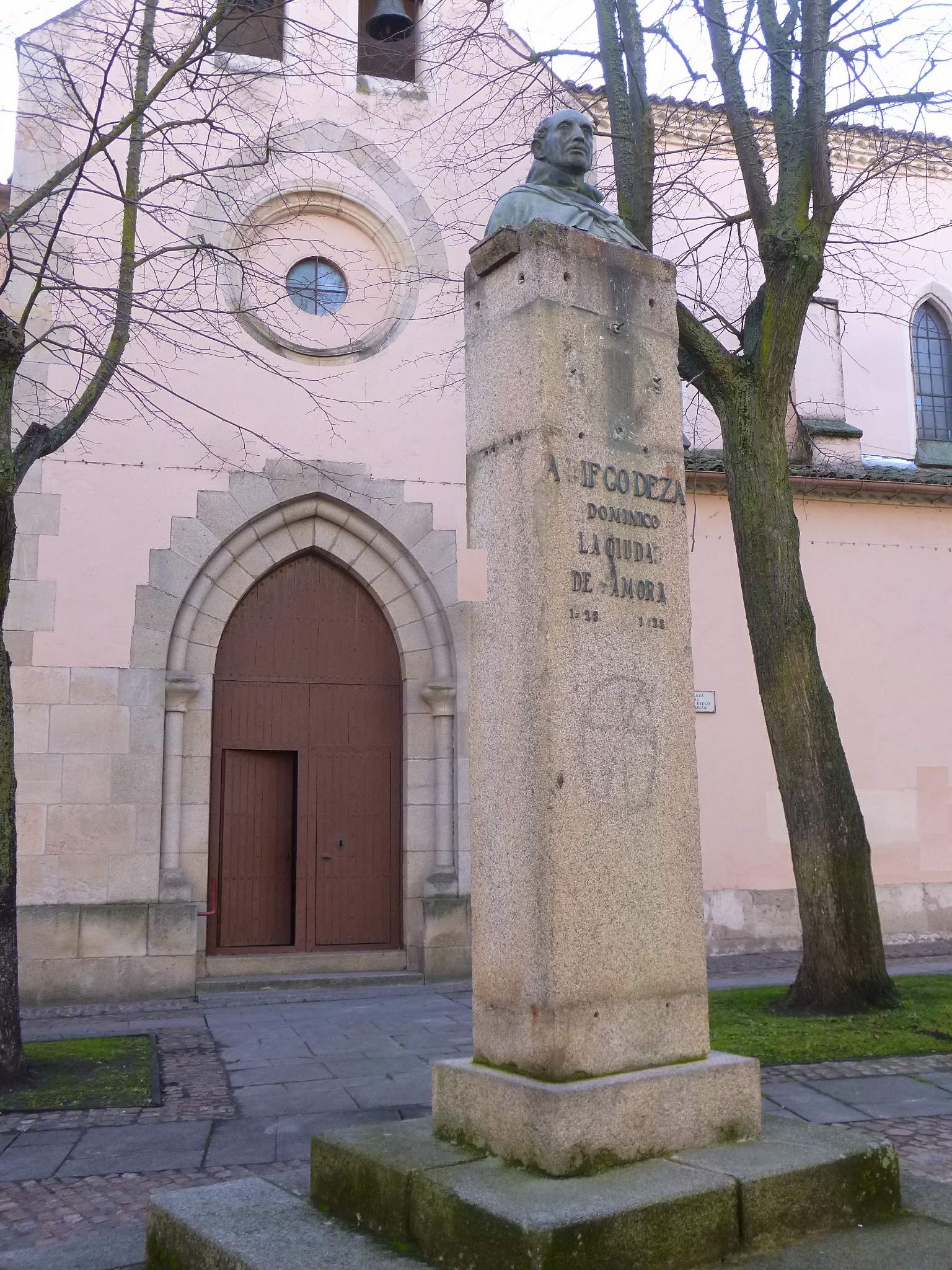
Monumento a Fray Diego de Deza en la plaza de Zamora que lleva su nombre.

A partir de esa fecha, Deza se dedicó a la organización interna de la diócesis sevillana. En 1512 convocó un concilio provincial en el que ordenó colocar públicamente en todas las parroquias de su jurisdicción tablas en las que estuviesen escritos los principales artículos de la fe para que los sacerdotes las leyeran y explicaran a sus parroquianos y contribuir así a la formación religiosa popular, iniciativa considerada como de los primeros impulsos dados al programa catéquico desarrollado durante el siglo XVI. En 1515 estableció en la diócesis el estatuto de limpieza de sangre, con lo que el sevillano se erigió en el segundo cabildo español en impedir la promoción de los descendientes de judíos o conversos. En 1517 fundó en Sevilla el colegio universitario dominico de Santo Tomás, equiparado en rango a los de Valladolid y Salamanca.
Fue nombrado arzobispo de Toledo, pero no llegó a tomar posesión de la sede episcopal, pues murió antes, el 9 de junio de 1523. No obstante, Adriano VI promulgó las bulas que lo confirmaban en su dignidad. Sus restos mortales se encuentran en un sepulcro situado en la capilla de San Pedro de la Catedral de Sevilla. 
Destacó como impulsor de numerosas obras en las diócesis que rigió, especialmente las reformas y ampliaciones en el convento de San Esteban de Salamanca, en la catedral e iglesias de Zamora, en la dotación de arte mueble de la catedral de Palencia, con el encargo del retablo mayor a Felipe Bigarny, y sobre todo en la catedral de Sevilla, cuyas obras alcanzaron un gran desarrollo entre 1511 y 1518.

## Obras
- Defensiones S. Thomae ab impugnationibus magistri Nicolai de Lyra Magistrique Mathiae Dorink (1491).
- Novarum deffensionum doctrinæ Angelici doctoris beati Thomæ de Aquino (1517). Esta obra se ha basado en las doctrinas de Juan Capreolo, O.P., aunque con innovaciones metodológicas, contenidas principalmente en el apartado notabilia o notanda, donde incluye sus aportaciones al estudio de la figura de Santo Tomás de Aquino.